# Tønder Stadion
Tønder Stadion er et stadion i Tønder, som er hjemsted for byens fodboldklub, som deltager i 2. division vest, FC Sydvest 05.